# Hesperange
Hesperange (luxembourgsk: Hesper) er en kommune og et byområde i storhertugdømmet Luxembourg. Kommunen, som har et areal på 27,22 km², ligger i kantonen Luxembourg i distriktet Luxembourg. I 2005 havde kommunen 11.504 indbyggere.